# Giuseppe Gorani

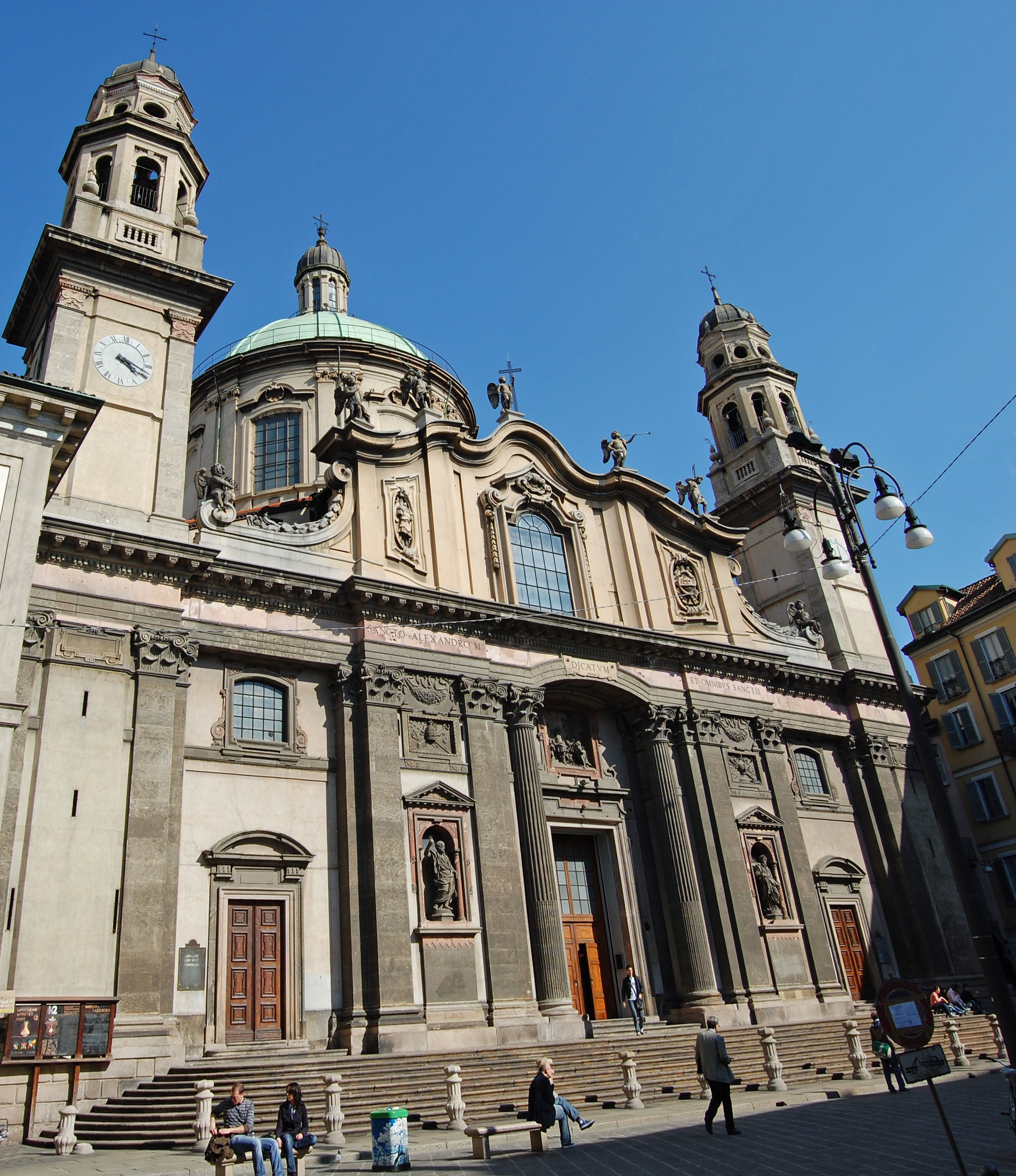

Il conte Giuseppe Gorani (Milano, 15 febbraio 1740 – Ginevra, 13 dicembre 1819) è stato un avventuriero, scrittore e diplomatico italiano naturalizzato francese, al servizio di Maria Teresa d'Austria, del Principe di Liechtenstein e del governo rivoluzionario francese.

## Biografia

### Primi anni e viaggi
Nacque a Milano nel 1740 da una famiglia gentilizia, figlio del Conte Ferdinando Gorani e della contessa Marianna Belcredi.
Nel 1757, in contrasto con la volontà familiare che aveva previsto per lui una carriera ecclesiastica, si arruolò in un reggimento dell'esercito asburgico e partecipò alla Guerra dei sette anni, conflitto durante il quale fu fatto prigioniero in Prussia. Durante il suo soggiorno nei territori tedeschi ebbe modo di incontrare Immanuel Kant e di diventare membro della massoneria. Infatti, pur prigioniero, fu iniziato massone nel 1785 nella loggia castrense prussiana del campo di Stolpen à Tilsit, come egli stesso racconta nei Mémoires pour servir à l'histoire de ma vie.
Nel 1764 collaborò con Pasquale Paoli alla causa dell'indipendenza corsa.
Tra il 1765 e il 1767 si trasferì in Portogallo dove prestò servizio presso il marchese di Pombal.
Rientrato a Milano si dedicò alla carriera diplomatica: ottenne prima un incarico da Maria Teresa d'Austria come rappresentante diplomatico presso la Repubblica di Genova, poi fu incaricato dal Principe di Liechtenstein di svolgere una missione diplomatica presso le corti della Baviera, del Württemberg, del Palatinato e dell'Olanda.
Nel 1768 rientrò nuovamente a Milano dove iniziò a frequentare l'ambiente degli illuministi milanesi de Il Caffè e in particolare Cesare Beccaria. Tra il 1769 e il 1770 pubblicò il saggio Il vero dispotismo con il quale il Gorani si dichiarava favorevole al dispotismo illuminato ed elogiava le riforme intraprese da Maria Teresa d'Austria, posizione che più tardi avrebbe ritrattato.
L'anno successivo abbandonò nuovamente la città natale per stabilirsi in Svizzera, qui entrò in contatto con alcuni dei principali intellettuali dell'epoca quali Voltaire, Charles Bonnet, Georges-Louis Le Sage e Georg Ludwig Schmid (le cui idee fisiocratiche influenzarono profondamente il Gorani e lo portarono a ritrattare alcune delle idee espresse ne Il vero dispotismo).
Nel 1787 intraprese un viaggio durante il quale visitò le principali corti italiane, le notizie raccolte durante il suo itinerario fornirono al Gorani il materiale per la sua opera Mémoires secrets et critiques des cours, des gouvernemens et des moeurs des principaux états d'Italie pubblicata poi nel 1793.

### La Rivoluzione francese e il declino
Con lo scoppio della Rivoluzione francese aderì alle nuove idee rivoluzionarie e si trasferì a Parigi (1790) dove fu fortemente influenzato dalla figura di Honoré Gabriel Riqueti de Mirabeau e successivamente, dopo la morte di quest'ultimo, dalle posizioni dei Girondini. Durante il suo soggiorno parigino presentò diverse memorie all'Assemblea costituente e pubblicò in forma anonima diversi opuscoli che circolarono per la città.
Alla fine del 1791, a causa della sua adesione agli ideali rivoluzionari, venne bandito dai domini asburgici. In quegli anni fu anche impegnato in diverse missioni diplomatiche presso le corti straniere per perorare la causa della rivoluzione e per cercare di scongiurare un intervento militare contro la Francia rivoluzionaria. In virtù dei servigi resi alla causa nazionale, il 26 agosto 1792 gli venne conferita la cittadinanza francese. L'esecuzione di Luigi XVI e il Regime del Terrore allontanarono progressivamente il Gorani dalle idee rivoluzionarie sino a ritrattare in seguito completamente il suo giudizio su questo avvenimento.
Nel 1793 venne inviato in missione diplomatica a Ginevra, tuttavia la sua decisione di schierarsi apertamente in favore dell'indipendenza dei territori svizzeri, in contrasto con gli interessi francesi, ne sancì il definitivo allontanamento dal regime rivoluzionario. Una volta concluso l'incarico diplomatico visse in Svizzera spostandosi frequentemente per evitare di incappare nella vendetta degli agenti francesi e di quelli assoldati dalla regina Maria Carolina d'Austria, offesa dalle insinuazioni sulla sua vita privata contenute nelle Mémoires secrets pubblicate dal Gorani.
Dopo un infruttuoso rientro a Parigi nel 1795 ed un successivo soggiorno a Milano, si stabilì definitivamente a Ginevra, dove morì nel 1819.
Negli ultimi anni di vita si dedicò alla stesura di due importanti opere: una storia di Milano e un'opera autobiografica. L'Histoire de Milan, divisa in più volumi, è stata pubblicata parzialmente solamente per la parte riguardante il periodo 1700-1796. Le sue memorie, intitolate Mémoires pour servir à l'histoire de ma vie, furono pubblicate postume solo nel XX secolo quando il conte Alessandro Casati donò i manoscritti alla Società Storica Lombarda e ne curò la pubblicazione dei primi tre volumi. Scritta originariamente in francese l'opera è stata pubblicata in quattro volumi con titoli in italiano: Memorie di giovinezza e di guerra (1740-1763), Corti e paesi (1764-1766), Dal dispotismo illuminato alla rivoluzione (1767-1791) e Dalla Rivoluzione al volontario esilio (1792-1811).

## Opere
- Il vero dispotismo (1770)
- Le imposte secondo l'ordine della natura (1771)
- Saggio sulla pubblica educazione (1773)
- Diritti per redimere le regalie (1773)
- Elogi di due illustri scopritori italiani (1784)
- Ricerche sulla scienza dei governi (1790)
- Pétition à la Convention nationale de France pour les Francofortois, par J. Gorani, citoyen français (1792)
- Mémoires secrets et critiques des cours, des gouvernemens et des moeurs des principaux états d'Italie (1793)
- Lettres [aux souverains] sur la Révolution française (1793) [1795]
- Mémoires pour servir à l'histoire de ma vie (postumo)
- Histoire de Milan (postumo)
- Projet d'une Constitutionrépublicaine pour le Milanez (inedito)
- Algéographie genevoise, ou Précis historique de la Républiquede Genève, avec les détails de sa réunion à la France (inedito)
- Voyage de madame X dans sonauberge (inedito)